# Success Is Certain
Success Is Certain – piąty studyjny album rapera Royce da 5’9” wydany 9 sierpnia 2011 roku. Pierwszym singlem jest „Writer’s Block” z gościnnym udziałem Eminema, który został wydany w marcu 2011 roku. Produkcją albumu zajęli się DJ Premier, Mr. Porter, Eminem, Nottz, StreetRunner, Futuristics i The Alchemist. Na albumie gościnne występują m.in. Eminem, Joe Budden, Kid Vishis i Travis Barker.

## Informacje
Oficjalna okładka albumu i lista utworów zostały ujawnione w dniu 4 lipca 2011 roku. Na zdjęciu przedstawiony jest czarny Rolls-Royce zaparkowany równolegle przed Detroit Savings Bank. Zdjęcie jest czarno-białe. Zamiast pełnego pseudonimu „Royce da 5’9””, na okładce znajduje się tylko R5'9” z napisem „Royce” mniejszą czcionką poniżej. Lista utworów została ujawniona w tym samym dniu.
Utwór „Writer’s Block” został pierwszym singlem z Success Is Certain. Został wydany 29 marca 2011 w iTunes. W utworze gościnnie pojawia się Eminem, lecz tylko w refrenie. Singel został wyprodukowany przez StreetRunner i koprodukcje Sarom Soundz. Drugim singlem jest utwór „Second Place” produkcji DJ Premiera. 19 lipca 2011 poprzez iTunes został wydany trzeci singiel pt. „Legandary” z goscinnym udziałem Travisa Barkera.

## Lista utworów
Oficjalna lista utworów
| #  | Tytuł                          | Gościnnie     | Producent                          | Czas |
| -- | ------------------------------ | ------------- | ---------------------------------- | ---- |
| 1  | „Legendary”                    | Travis Braker | Eminem, The Futuristiks            | 4:49 |
| 2  | „Writer’s Block”               | Eminem        | StreetRunner, Raymond „Sarom” Diaz | 4:35 |
| 3  | „Merry Go Round”               |               | Nottz                              | 2:40 |
| 4  | „Where My Money”               |               | StreetRunner                       | 3:14 |
| 5  | „ER”                           | Kid Vishis    | StreetRunner                       | 2:54 |
| 6  | „On the Boulevard”             | Nottz, Adonis | Nottz                              | 3:47 |
| 7  | „I Ain’t Coming Down”          |               | The Alchemist                      | 3:44 |
| 8  | „Security”                     |               | Mr. Porter                         | 3:39 |
| 9  | „Second Place”                 |               | DJ Premier                         | 3:46 |
| 10 | „My Own Planet”                |               | Mr. Porter                         | 3:36 |
| 11 | „I’ve Been Up, I’ve Been Down” |               | Mr. Porter, The Alchemist          | 4:13 |

Wersja iTunes deluxe
| #  | Tytuł                               | Gościnnie  | Producent  | Czas |
| -- | ----------------------------------- | ---------- | ---------- | ---- |
| 12 | „Rock That”                         | Kid Vishis |            | 4:04 |
| 13 | „Writer’s Block” (DJ Premier remix) | Eminem     | DJ Premier | 4:47 |